# Simon Rex

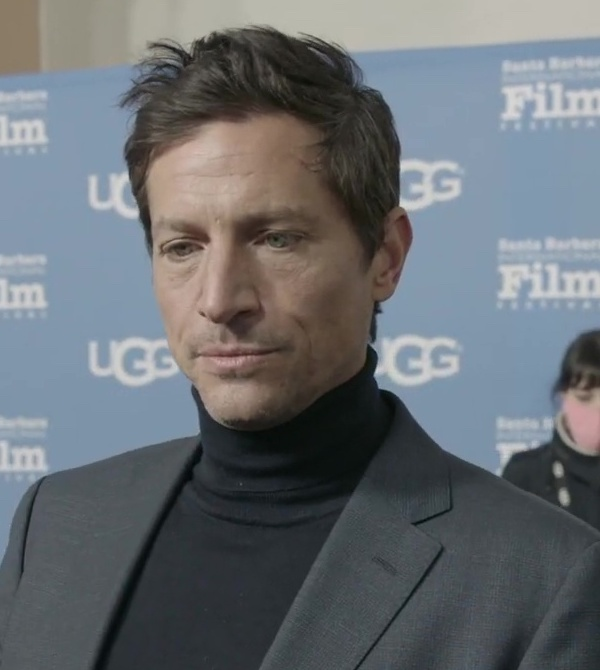
Simon Rex (2022)

Simon Rex Cutright (* 20. Juli 1974 in San Francisco, Kalifornien) ist ein US-amerikanischer Schauspieler.

## Karriere
Rex wuchs in Alameda als Sohn jüdischer Eltern auf.
Seine Schauspielkarriere begann er als Pornodarsteller in vorwiegend an homosexuelle Männer gerichteten Pornofilmreihen wie Hot Session und Young, Hard & Solo, in denen er vor allem masturbierend zu sehen ist.
Später arbeitete Rex als Video Jockey für den Musikfernsehsender MTV, ihm wurde jedoch gekündigt, als man von seinem früheren Leben erfuhr. Im Anschluss versuchte er sich als professioneller Schauspieler und trat 1999 in der Fernsehserie Jack & Jill auf. Die Produktion erfuhr allerdings negative Kritik und wurde nach nur zwei Staffeln 2001 abgesetzt. Zwischendurch spielte Rex in dem kommerziell ebenfalls wenig erfolgreichen Film Shriek mit. Nach kurzen Auftritten in der Fernsehserie Felicity folgten einige Gastauftritte in diversen weiteren Produktionen, unter anderem in Baywatch, sowie Nebenrollen in einigen Kinofilmen. Außerdem hat Rex einen Cameo-Auftritt in Project X, in dem er in der erweiterten Schnittfassung einen Geburtstags-Rap präsentiert.
2002 spielte Rex eine Hauptrolle in der ersten Staffel der Sitcom Hallo Holly. Danach war er unter anderem in den Kinofilmen Forsaken, Scary Movie 3, Scary Movie 4 und Scary Movie 5 zu sehen. 2021 gelang ihm mit der Hauptrolle in Sean Bakers Filmdrama Red Rocket eine von der Filmkritik viel beachtete Darbietung eines vom Schicksal gebeutelten Pornodarstellers.
Rex hat sich zudem als „Dirt Nasty“ auf MySpace und YouTube einen Namen als Rapper gemacht. Häufig tritt er auch als Gast in Musikvideos anderer Künstler auf, wie 2009 in dem Video zu Tik Tok von Kesha.

## Filmografie (Auswahl)

### Serien
- 1996: Baywatch – Die Rettungsschwimmer von Malibu (Baywatch, Folge 7x06)
- 1999: Felicity (4 Folgen)
- 1999: Katie Joplin (7 Folgen)
- 1999–2001: Jack & Jill (33 Folgen)
- 2002–2003: Hallo Holly (What I Like About You, 21 Folgen)
- 2004–2005: Summerland Beach (Summerland, 2 Folgen)
- 2005: Cuts (2 Folgen)
- 2005: Everwood (Folge 4x08)
- 2006: Monarch Cove (14 Folgen)
- 2014: Happyland (Folge 1x04)
- 2015: Perception (Folge 3x12)
- 2015: Navy CIS (NCIS, Folge 12x18)
- 2016–2017: Typical Rick (12 Folgen)
- 2022: Saturday Night Live (Folge 47x16)
- 2023:	Bupkis (Folge 1x04)
- 2025: Mo (3 Folgen)
- 2025: Poker Face (Fernsehserie, Folge 2x05)

### Filme
- 1994: Hot Session #3
- 1996: Young, Hard, & Solo #2
- 1996: Young, Hard, & Solo #3
- 2000: Hot Session #11
- 2000: Hot Session #12
- 2000: Shriek – Schrei, wenn du weißt, was ich letzten Freitag, den 13. getan habe (Shriek If You Know What I Did Last Friday the Thirteenth)
- 2001: The Forsaken – Die Nacht ist gierig (The Forsaken)
- 2003: Scary Movie 3
- 2006: Scary Movie 4
- 2006: Die Party Animals sind zurück! (National Lampoon’s Pledge This!)
- 2008: Superhero Movie
- 2008: Hotel California
- 2008: Big Fat Important Movie (An American Carol)
- 2009: 2 Dudes and a Dream
- 2009: Silver Street
- 2012: Project X
- 2013: Scary Movie 5
- 2017: Avengers of Justice: FARCE WARS
- 2021: Red Rocket
- 2022: Mack & Rita
- 2023: Americana
- 2023: The Sweet East
- 2024: Blink Twice
- 2024: Operation Taco Gary’s
- 2024: Greedy People
- 2025: Magic Farm
- 2025: Tow
- 2025: Everything’s Going to Be Great

### Musikvideos
- 2004: N.E.R.D – She Wants to Move
- 2009: Kesha – Tik Tok (als Trans Am Fahrer)
- 2009: LMFAO – Yes (als Kommentator)
- 2010: Dirt Nasty (feat. LMFAO) – I Can't Dance
- 2011: LMFAO – Sexy and I Know It
- 2012: Action Bronson und Riff Raff – Bird On A Wire[1]
- 2013: Lil Debbie – Bake A Cake
- 2013: Lil Debbie – 2 Cups
- 2014: Jack Parow (feat. Dirt Nasty) – Fok Fokkity Fok
- 2016: Kool Keith (feat. B.a.R.S. Murre & Dirt Nasty) – World Wide Lamper
- 2020: Jeff Wittek (feat. Dirt Nasty & Jonah) – Burning Man
- 2024: Halsey – Lucky
- 2024: Paris Hilton (feat. Megan Thee Stallion) – BBA

## Diskografie
Alben
- 2007: Dirt Nasty
- 2010: The White Album
- 2010: Nasty As I Wanna Be
- 2013: Palatial
- 2015: Breakfast in Bed (mit Smoov-e)
- 2016: Dirt Nasty Sux

EPs
- 2010: Nasty As I Wanna Be
- 2011: How Can I Be Down (feat. Big Twins)
- 2015: Married to the Game (feat. Mickey Avalon)
- 2016: Talkin’ Nasty
- 2016: Crispy Baby
- 2023: BOOTY TIME

Kollaborationen
- 2004: Catching Up To Wilt (als Dyslexic Speedreaders mit Mickey Avalon, Andre Legacy und Beardo)
- 2008: Shoot to Kill Mixtape (als Dyslexic Speedreaders mit Mickey Avalon, Andre Legacy und Beardo)
- 2012: ¡Three Loco! (als Three Loco mit Andy Milonakis und Riff Raff)
- 2014: The White Boys (als The White Boys mit Andre Legacy und Beardo)
- 2017: The Gloryhole Days (als Dyslexic Speedreaders mit Mickey Avalon und Andre Legacy)

## Auszeichnungen und Nominierungen
Gotham Award
- 2021: Nominierung als Bester Darsteller (Red Rocket)[2]

Independent Spirit Award
- 2022: Auszeichnung als Bester Hauptdarsteller (Red Rocket)[3][4]

Los Angeles Film Critics Association Award
- 2021: Auszeichnung als Bester Hauptdarsteller (Red Rocket)[5]